# New Haven Nighthawks
I New Haven Nighthawks sono stati una squadra di hockey su ghiaccio dell'American Hockey League con sede nella città di New Haven, nello stato del Connecticut. Nati nel 1972 si sono sciolti nel 1992, e nel corso degli anni sono stati affiliati a diverse franchigie fra cui i New York Rangers e i Los Angeles Kings, di cui assunsero i colori sociali.

## Storia
I New Haven Nighthawks nacquero nel 1972 come formazione affiliata ai Minnesota North Stars. Nelle stagioni successive collaborarono con diverse franchigie della NHL, alla fine degli anni 1970 con i New York Rangers mentre negli anni 1980 con i Los Angeles Kings, adottando un logo e divise simili ai colori dei Kings. Nel corso della loro storia i Nighthawks disputarono per quattro volte la finale di Calder Cup perdendo ogni volta: 1974-75, 1977-78, 1978-79 e infine nella stagione 1988-89.
La squadra era nota per l'alto numero di giocatori impiegati nel corso di una singola stagione, arrivando a stabilire il record assoluto della AHL con 62 giocatori utilizzati nel 1986. Nessun giocatore eccetto Tom Colley disputò più di 300 partite con la maglia dei Nighthawks, mentre un solo portiere, Ron Scott, superò quota 100 presenze.
Nella stagione 1992-93 la squadra cambiò nome divenendo New Haven Senators grazie all'affiliazione con la neonata franchigia degli Ottawa Senators. Un anno più tardi la squadra si trasferì in Canada dove assunse il nome di Prince Edward Island Senators.

### Affiliazioni
Nel corso della loro storia i New Haven Nighthawks sono stati affiliati alle seguenti franchigie della National Hockey League:
- Minnesota North Stars: (1972-1977)
- New York Islanders: (1972-1973)
- Detroit Red Wings: (1975-1976)
- New York Rangers: (1976-1981)
- Colorado Rockies: (1979-1980)
- Los Angeles Kings: (1981-1991)
- New York Rangers: (1984-1988)

## Record stagione per stagione
| Stagione             | Division | Gare | V  | S  | P  | OTL | Punti | GF  | GS  | Piazzamento | Play-off                                                                                         |
| -------------------- | -------- | ---- | -- | -- | -- | --- | ----- | --- | --- | ----------- | ------------------------------------------------------------------------------------------------ |
| New Haven Nighthawks |          |      |    |    |    |     |       |     |     |             |                                                                                                  |
| 1972-73              | East     | 76   | 16 | 40 | 20 | -   | 52    | 246 | 331 | 6°          |                                                                                                  |
| 1973-74              | North    | 76   | 35 | 31 | 10 | -   | 80    | 291 | 275 | 4°          | vince 1º turno (Rochester) 4-2 perde semifinali (Providence) 0-4                                 |
| 1974-75              | North    | 76   | 30 | 35 | 11 | -   | 71    | 282 | 302 | 5°          | vince 1º turno (Virginia) 4-1 vince semifinali (Hershey) 4-1 perde Calder Cup (Springfield) 1-4  |
| 1975-76              | South    | 76   | 29 | 39 | 8  | -   | 66    | 261 | 295 | 3°          | perde 1º turno (Richmond) 0-3                                                                    |
| 1976-77              | AHL      | 80   | 43 | 31 | 6  | -   | 92    | 333 | 287 | 2°          | perde 1º turno (Rochester) 2-4                                                                   |
| 1977-78              | South    | 80   | 38 | 31 | 11 | -   | 87    | 313 | 292 | 2°          | vince 1º turno (Philadelphia) 3-1 vince semifinali (Rochester) 4-2 perde Calder Cup (Maine) 1-4  |
| 1978-79              | South    | 80   | 46 | 25 | 9  | -   | 101   | 346 | 271 | 1°          | vince semifinali (Binghamton) 4-2 perde Calder Cup (Maine) 0-4                                   |
| 1979-80              | South    | 80   | 46 | 25 | 9  | -   | 101   | 350 | 305 | 1°          | vince 1º turno (Rochester) 4-0 perde semifinali (Hershey) 2-4                                    |
| 1980-81              | South    | 80   | 29 | 40 | 11 | -   | 69    | 295 | 321 | 4°          | perde 1º turno (Hershey) 0-4                                                                     |
| 1981-82              | South    | 80   | 39 | 33 | 8  | -   | 86    | 292 | 276 | 3°          | perde 1º turno (Rochester) 1-3                                                                   |
| 1982-83              | South    | 80   | 38 | 34 | 8  | -   | 84    | 337 | 329 | 3°          | vince 1º turno (Hershey) 4-1 perde semifinali (Rochester) 3-4                                    |
| 1983-84              | South    | 80   | 36 | 40 | 4  | -   | 76    | 365 | 371 | 5°          |                                                                                                  |
| 1984-85              | South    | 80   | 31 | 41 | 8  | -   | 70    | 315 | 341 | 5°          |                                                                                                  |
| 1985-86              | South    | 80   | 36 | 37 | 7  | -   | 79    | 340 | 343 | 4°          | perde 1º turno (Hershey) 1-4                                                                     |
| 1986-87              | South    | 80   | 44 | 25 | -  | 11  | 99    | 331 | 315 | 3°          | perde 1º turno (Binghamton) 1-3                                                                  |
| 1987-88              | North    | 80   | 33 | 37 | 7  | 3   | 76    | 288 | 307 | 5°          |                                                                                                  |
| 1988-89              | North    | 80   | 35 | 35 | 10 | -   | 80    | 325 | 309 | 2°          | vince 1º turno (Sherbrooke) 4-2 vince semifinali (Moncton) 4-2 perde Calder Cup (Adirondack) 1-4 |
| 1989-90              | North    | 80   | 32 | 41 | 7  | -   | 71    | 283 | 316 | 7°          |                                                                                                  |
| 1990-91              | North    | 80   | 24 | 45 | 11 | -   | 59    | 246 | 324 | 7°          |                                                                                                  |
| 1991-92              | North    | 80   | 39 | 37 | 4  | -   | 82    | 305 | 309 | 4°          | perde 1º turno (Adirondack) 1-4                                                                  |

## Record della franchigia

### Singola stagione
Gol: 51  Daryl Evans (1983-84)
Assist: 64  Mark Lofthouse (1983-84)
Punti: 110  Steve West (1973-74)
Minuti di penalità: 456  Mike Backman (1979-80)

### Carriera
Gol: 204  Tom Colley
Assist: 281  Tom Colley
Punti: 485  Tom Colley
Minuti di penalità: 688  Al Tuer
Partite giocate: 534  Tom Colley

## Palmarès

### Premi di squadra
- John D. Chick Trophy: 2

1978-1979, 1979-1980

### Premi individuali
- Eddie Shore Award: 1

Jim Wiemer: 1985-1986
- Fred T. Hunt Memorial Award: 1

John Anderson: 1991-1992
- John B. Sollenberger Trophy: 1

Steve West: 1973-1974
- Les Cunningham Award: 1

John Anderson: 1991-1992
- Louis A. R. Pieri Memorial Award: 1

Doug Carpenter: 1991-1992